# Фосфоритне борошно
Фосфори́тне бо́рошно (рос. фосфоритовая мука, англ. phosphate flour, нім. phosphat Mehl n) — мінеральне фосфорне добриво, отримане подрібненням фосфоритів або продуктів їх збагачення. 

## Особливості
Нерозчинне у воді. Містить до 19—30 % Р2О5. Основний фосфоровмісний компонент — Са3(РО4)2.
Добриво послаблює шкідливу для рослин і мікроорганізмів кислотність грунту. Найефективніше на кислих дерново-підзолистих ґрунтах, сірих лісових ґрунтах, вилугуваних і опідзолених чорноземах.